# 구속사

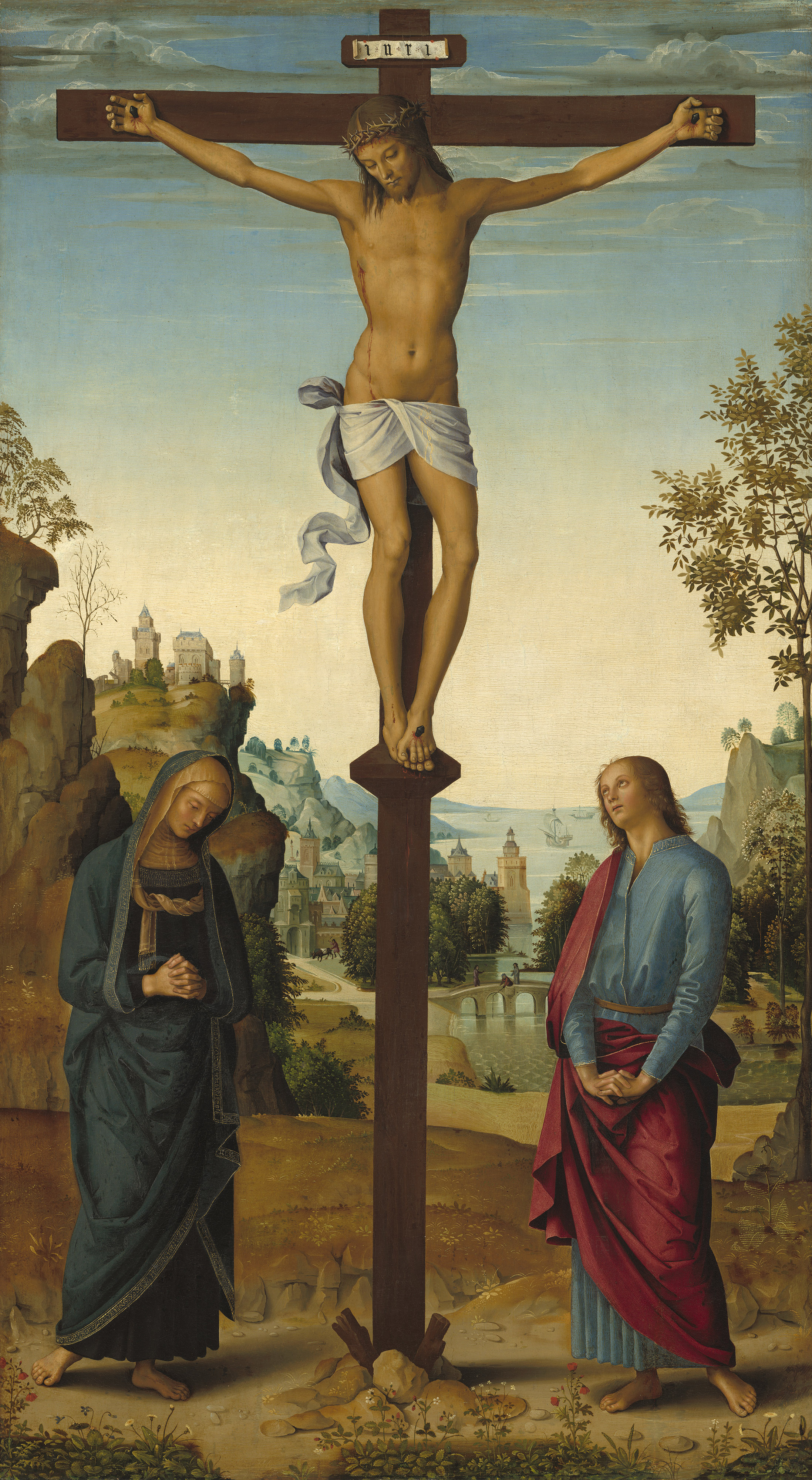
피에트로 페루지노의 십자가에 대한 묘사, 1482년작품 성모애가이다.. 예수의 부활과 함께, 십자가는 기독교 신앙에서 구속사의 절정이다.

구속사(救贖史, 독일어: Heilsgeschichte, 영어: salvation history)는 하나님의 영원한 구원 의지가 유효하기 위해서 인간 역사안에서 하나님의 인격적이며 구속적인 사역을 이해하려는 시도이다.

## 성경
창세기 3장과 이사야 53장과 같은 곳에서는 성부 하나님은 메시야를 약속하셨고 그를 통하여 인류의 구원을 완성하시려고 약속이 그리스도를 통하여 성취되었다. 그의 백성으로 구원을 이루게 하였다. 이런 성경계시의 역사적 활동을 구속사적 관점이라고 한다.
바울은 그의 서신서들에서 구속사를 말한다. 그리스도의 죽음과 부활이 이미 실현되었지만 인간역사의 마지막으로서 그리스도의 재림은 아직 임하지 않았다고 가르친다. 구속사의 전체적인 틀은 창조와 타락 그리고 구속과 재림이라는 관점에서 성경의 역사를 이해하는 방식이다.

## 학자들
주로 독일 남부(southern Germany)를 중심으로 시작된 '구속사 학파(學派)'(영어: heilsgeschichtliche schule, 영어: salvation history school)의 학자들은 성경 66권 전체를 구원의 역사로만 이해한다. 구원사학파의 학자들은 성경 66권에 나타나 있는 다양한 많은 사건들은 단순하게 구원을 위한 부수적인 발전사에 지나지 않는 것으로 본다. 벵겔은 18세기에 활동했던 인물로서 이 시대에는 칼빈주의(개혁파, 개혁주의, 보수주의)가 거의 소멸한 시대였다. 벵겔의 영향을 받은 에르랑게(Erlangen) 대학교의 호프만(Johann C. K. Von Hofmann, 1810-1877)이 처음으로 구원사적(구속사적)으로 성경 해석방법을 시도하였다. 그는 종교적인 체험을 중시하였으며, 성경에 대한 비평적인 연구와 더불어 루터파의 이론과 접목시켜 성경해석을 시도했다.
호프만의 이러한 영향을 받은 쉘링(Friedrich W. J. Von Schelling, 1775-1854)은 성경의 역사를 역사적 사건으로 보지 않고, 성경에 나타난 역사적 사실을 상징적으로 본다. 뿐만 아니라 계시를 관념으로 이해한다.
즉 계시를 부정하는 것이다. 구원사학파(구속사학파)는 20세기에 이르러 마르부르크(Marburg), 퀘멜(Kummel), 에드워드 슈바이처(Edward Schweitzer) 등이 여기에 속한 학자들이다. 퀘멜(Kummel)은 불트만의 후계자이다.
이 구원사학파의 가장 대표적인 인물은 오스카 쿨만(Oscar Cullmann)이다. 쿨만은 자신의 자서전에서 양식사학적인 방법은 역사적인 예수에게 가까이 가는 하는 일이라고 역설했다. 그는 성경은 초대교회의 산물에 지나지 않으며, 예수님의 생애에 교훈에 대한 말씀은 믿을 수 없는 기록이라고 하였다. 즉 성경은 초대교회가 꾸며 쓴 것이라고 주장했다. 칼 바르트도 구원사라는 개념을 채용하고 있다.

## 같이 보기
- 구원파
- 기독교 평화주의
- 기독교 시온주의
- 분배주의
- 종말론
- 분류:이스라엘의 역사